# Alexsandro de Souza
Alexsandro de Souza (nascut a Curitiba el 14 de desembre de 1977) és un exfutbolista brasiler. Durant la seva trajectòria esportiva va passar per diversos clubs, entre els quals destaquen el Palmeiras SC, el Coritiba FBC o el Parma italià.